# 劉憲模
劉憲模，字侗初，贵州黎平府永從縣人（今貴州省黎平縣永從鄉），南明政治人物、賜特用進士出身。
崇禎六年（1633年）中舉人，崇禎十五年（1642年）登壬午科進士，三甲一百四十一名，歷官海寧知縣、紹興府推官、武岡州知州，永曆元年（1647年）五月陞為奉天知府，七月遷辰沅兵備副使。